# Bonifacy Miązek
Bonifacy Miązek (ur. 27 marca 1935 w Kolonii Szczerbackiej, zm. 17 października 2018 w Wiedniu) – polski ksiądz katolicki, poeta, krytyk literacki oraz historyk literatury, profesor Uniwersytetu Wiedeńskiego

## Życiorys
Ukończył Państwowe Liceum Pedagogiczne w Końskich w 1954, po czym wstąpił do Wyższego Seminarium Duchownego w Sandomierzu. Święcenia kapłańskie przyjął 14 czerwca 1959. Debiutował jako poeta na łamach „Więzi” w 1964. W 1965 odłączył się od wycieczki turystycznej i poprosił o azyl polityczny w Austrii; od tego czasu mieszkał na stałe w Wiedniu. W 1972 roku na Uniwersytecie Wiedeńskim obronił pracę doktorską poświęconą twórczości Kazimierza Wierzyńskiego. Następnie podjął pracę w Instytucie Slawistyki tej uczelni, gdzie wykładał historię literatury polskiej. W 1984 otrzymał stopień doktora habilitowanego na podstawie pracy Polnische Literatur 1863–1914. Darstellung und Analyse. Publikował wiersze, prace krytyczne i historyczne o literaturze polskiej.
Dwukrotnie otrzymał nagrodę literacką „Wiadomości” – w 1967 za tom poezji Ziemia otwarta oraz w 1972 za antologię poezji kapłańskiej Słowa na pustyni, do której wstęp napisał kard. Karol Wojtyła. Jest także laureatem Nagrody Kościelskich (1972). Należał do Stowarzyszenia Pisarzy Polskich oraz Związku Pisarzy Polskich na Obczyźnie.
Po przejściu na emeryturę powrócił w 2008 do Polski. Zamieszkał w Końskich przy parafii św. Mikołaja. W 2005 otrzymał honorowe obywatelstwo miasta i gminy Końskie. W sierpniu 2012 zamieszkał w Breitenfurt bei Wien w Austrii. W 2015 został odznaczony Krzyżem Oficerskim Orderu Odrodzenia Polski.
Został pochowany w Ruskim Brodzie.

## Twórczość

### Poezje
- Ziemia otwarta. Poezje (Paryż 1967)
- Słowa na pustyni. Antologia współczesnej poezji kapłańskiej (Londyn 1971) – redaktor i jeden z autorów antologii
- Wiersze (Londyn 1984)
- Powrót do domu. Wiersze (Katowice 1992)
- Sandomierskie wirydarze (Londyn 2004, II wyd. Sandomierz 2010)
- Návrat (Opava 2005; przekł. Libor Martinek)
- Szukam domu. Ich suche ein Zuhause. Poezje. Gedichte (Wrocław 2005, II wyd. 2006)
- W tych wierszach dojrzewa smutek... Poezje zebrane. Opracował Piotr Obrączka, wstęp Anny Wzorek (Kielce 2019). Wydanie drugie, poprawione (Kielce 2022).

### Prace krytyczne
- Przygoda z książką : wybór szkiców i recenzji o poezji i prozie (Wrocław 2004)
- Die lyrische Beschreibung im Nachkriegsschaffen Kazimierz Wierzyńskis (Wiedeń 1977)
- Teksty i komentarze (Londyn 1983, II wyd. Sandomierz 1996)
- Studien zur polnischen Literatur (Frankfurt nad Menem 1995)
- Przygoda z książką. Wybór szkiców i recenzji o poezji i prozie (Wrocław 2004, II wyd. 2006)
- Od Kasprowicza do Miłosza. Studia z dziejów kultury i literatury. Red. Krzysztof A. Kuczyński, Piotr Obrączka (Kielce 2016)

### Syntezy historycznoliterackie
- Polnische Literatur 1863 – 1914. Darstellung und Analyse (Wiedeń 1984)
- Polnische Literatur des Mittelalters und der Renaissance (Frankfurt nad Menem 1993)

### Wspomnienia
- Zapiski autobiograficzne. Opracował Piotr Obrączka (Kielce 2021)